# Lahn (stad)
De stad en gemeente Lahn was een nieuw gevormde gemeente in Hessen, die van 1977 tot 1979 (31 maanden lang) bestaan heeft. De belangrijkste plaatsen in de gemeente waren Gießen en Wetzlar.
De gemeente werd op 1 januari 1977 in het kader van de gebiedshervorming als kreisfreie Stadt gevormd. De nieuwe gemeente telde ca. 156.000 inwoners. De stad werd gevormd uit de toenmalige kreisfreie stad Gießen, de stad Wetzlar en 14 omliggende gemeentes. Na protesten vanuit de bevolking werd de nieuwe gemeente op 31 juli 1979 weer ontbonden.